# Into the New World
„Into the New World” (kor. 다시 만난 세계 Dasi Mannan Segye) – debiutancki singel południowokoreańskiej grupy Girls’ Generation, wydany 2 sierpnia 2007 roku. Utwór promował pierwszy album zespołu – Girls’ Generation.
Singel sprzedał się w Korei Południowej w nakładzie 119 623 egzemplarzy.

## Lista utworów
| Nr | Tytuł                                                        | Słowa          | Kompozycja                                                      | Aranżacja      | Czas |
| -- | ------------------------------------------------------------ | -------------- | --------------------------------------------------------------- | -------------- | ---- |
| 1. | "Into the New World" (kor. 다시 만난 세계 Dasi Mannan Segye) | Kim Jeong-bae  | Kenzie                                                          | Kenzie         | 4:25 |
| 2. | "Beginning"                                                  | Yoon Hyo-sang  | Anna-Lena Margaretha Hogdahl, Mattias Lindblom, Anders Wollbeck | Hwang Seong-je | 3:03 |
| 3. | "Perfect for You" (kor. 소원 Sowon)                          | Kwon Yun-jeong | Ingrid Skretting (Warner/ Chappell Music Scandinavia AB)        | Kenzie         | 3:14 |
| 4. | "Into the New World" (wer. instr.)                           |                | Kenzie                                                          | Kenzie         | 4:25 |

## Notowania
| Lista                                   | Najwyższa pozycja |
| --------------------------------------- | ----------------- |
| Recording Industry Association of Korea | 5 (Monthly Chart) |

## Nagrody
- 2007.08: Cyworld Digital Music Awards „Rookie of the Month”[4]

## Wpływ w kulturze
Podczas protestów w Korei Południowej w latach 2016-2017 piosenka ta była publicznie odtwarzana i śpiewana przez protestujących, którzy ze względu na słowa utworu uznali ją za symbol ich walki. W ten sposób, niemalże 10 lat po wydaniu utworu, znalazł się on na 1. miejscu listy przebojów serwisu Melon.